# Wicked Pictures
Wicked Pictures er et amerikansk pornofilm-studio beliggende i Canoga Park, Californien og hører blandt de førende i den amerikanske pornobranche[kilde mangler].
Steve Orenstein grundlagde Wicked Pictures i 1993 med hjælp fra Brad og Cynthia Willis. Allerede det første år vandt Wicked adskillige priser, og Orenstein skrev kontrakt med modellen Chasey Lain, som derved blev den første "Wicked Girl". Den næste Wicked Girl blev Jenna Jameson, som skrev kontrakt med firmaet i 1995 og lynhurtigt blev en af branchens største stjerne[kilde mangler].
Ud over sine egne film distribuerer Wicked Pictures en række europæiske produktioner, deriblandt Zentropas All About Anna (2005) med Gry Bay.
Wicked Pictures er det eneste heteroseksuelle studio, der siden 2004 har insisteret på brug af kondomer i alle sexscener.[kilde mangler]